# Rhizobiales
Rhizobiales — порядок протеобактерій. До ряду входять багато різобій, що належать до кількох родин ряду. Ці бактерії відомі можливістю фіксації атмосферного азоту у симбіозі з корінням рослин.